# Aclista fractinervis
Aclista fractinervis är en stekelart som först beskrevs av Jean-Jacques Kieffer 1910.  Aclista fractinervis ingår i släktet Aclista, och familjen hyllhornsteklar. Arten är reproducerande i Sverige.